# 667531 Ignasiribas
667531 Ignasiribas è un asteroide areosecante. Scoperto nel 2011, presenta un'orbita caratterizzata da un semiasse maggiore pari a 2,258735 UA e da un'eccentricità di 0,377758, inclinata di 6,287198° rispetto all'eclittica.